# Parasterinopsis sersalisiae
Parasterinopsis sersalisiae är en svampart som först beskrevs av Clifford George Hansford, och fick sitt nu gällande namn av Augusto Chaves Batista 1960. Parasterinopsis sersalisiae ingår i släktet Parasterinopsis och familjen Asterinaceae.   Inga underarter finns listade i Catalogue of Life.